# Dominique Pire
Dominique Pire (fulde navn: Georges Charles Clement Ghislain Pire) (født 10. februar 1910, død 30. januar 1969) var en belgisk munk.
Da han i 1932 afgav munkeløftet kaldte han sig efterfølgende for Dominique Pire.
I 1958 modtog han Nobels fredspris for sin indsats med at hjælpe flygninge i efterkrigstidens Europa. I 1964 blev han tildelt Sonningprisen. 